# Marjan Krajna
Marjan Krajna (Zagreb 1966.), hrvatski glazbeni umjetnik i pedagog, 

## Životopis
Diplomirao 1990. na Državnoj ruskoj glazbenoj Akademiji u Moskvi harmoniku u klasi prof. V. Semjonova i dirigiranje u klasi prof. V. Kozuhara glavnog dirigenta Kijevske opere.
Bio je stipendist fonda Ive Pogorelića Koncertne direkcije Zagreb. 
Usavršavao se i surađivao s najboljim svjetskim pedagozima i solistima kao što su Elsebet Moser, Lech Puhnowsky, Fridrich Lips, Radomir Tomić, Peter Soave, Vitali Muntjan, Vladimir Balyk, Vladimir Zubitsky, Slavko Magdić, Tanja Lukić ....
Nastupao je u Austriji, Njemačkoj, Italiji, Švicarskoj, Rusiji, Belgiji, Francuskoj, samostalno kao i sa Simfonijskim orkestrom Hrvatske radiotelevizije, Zagrebačkom filharmonijom, Tamburaškim orkestrom Hrvatskog radija i televizije, Simfonijskim puhačkim orkestrom Hrvatske vojske pod ravnanjem Valtera Dešpalja, Nikše Bareze, Igora Gjadrova, Mladena Tarbuka, Siniše Leopolda. 
Nastupao je kao solist i s eminentnim i svjetski poznatim hrvatskim glazbenicima prof. Tonkom Ninićem - violina, prof. Darkom Petrinjakom - gitara, prof. Lidijom Horvat-Dunjko - sopran, kao i s najeminentnijim ruskim glazbenicima 1985. u Kolonom zalu Doma sojuzov. Isto tako 1997. sudjeluje i nastupa u duetu sa Svjetlanom Krajna - tambura na čuvenom TV - mostu u direktnom satelitskom prijenosu povodom 850. obljetnice grada Moskve.
Poznati hrvatski skladatelji posvetili su i dio svojeg opusa M. Krajni gdje se osobito ističu skladbe kao što su Koncertna suita za harmoniku solo Miroslava Miletića izvedena na čuvenom Konzervatoriju “A. Korto” u Parizu, Liturgijska suita “Posljednji tjedan Isusa Krista na zemlji” Davora Bobića izvedena s velikim uspjehom na koncertu u Beču.
Osim toga Krajna se bavi i pedagoškim radom kao i dirigiranjem. Njegovi učenici postižu značajne rezultate i nagrade na državnim i međunarodnim natjecanjima kao što između ostalog vodi stručne skupove, te započinje s radom i prvog odjela harmonike u Republici Hrvatskoj na privatnoj Akademiji Ine Mirkovića u Lovranu.
Godine 1991. započeo je s radom i Harmonikaškog orkestra Glazbene škole Zlatka Balokovića koji je postigao zapažene rezultate kao i osvojio brojne državne i međunarodne nagrade te nastupao na prestižnim koncertima. Pod njegovim vodstvom harmonikaški orkestar osvaja 1. međunarodnu nagradu 1993. i 1995. u Puli, 1995. na međunarodnom natjecanju u Castelfidardu osvaja 1. mjesto, 1996. Castelfidardo 3. mjesto.
Osobito se ističe veliki uspjeh i nastup harmonikaškog orkestra Glazbene škole Zlatka Balokovića pod njegovim vodstvom 29. 05. 1997. UNESCO-u u Parizu.
Dobitnik je brojnih državnih i međunarodnih natjecanja (Specijalna nagrada za obavezan program kao i ukupno drugo mjesto na Svjetskom trofeju 1985. Portugalu).
Laureat je i brojnih međunarodnih natjecanja u Švicarskoj, Italiji.
Od 1997. ravnatelj je Glazbene škole Zlatka Balokovića u Zagrebu.

## Vanjske poveznice
- Glazbena škola Zlatka Balokovića: Marjan Krajna, prof. (životopis)  Arhivirana inačica izvorne stranice od 3. rujna 2012. (Wayback Machine)
- Marjan Krajna, Australian Accordion Teachers (engl.)
- Marjan Krajna, Hot Club Zagreb  Arhivirana inačica izvorne stranice od 14. svibnja 2008. (Wayback Machine)